# 田上雄
田上 雄（たがみ ゆう、1943年5月30日 - ）は日本の脚本家、日本脚本家連盟幹事。北海道小樽市出身。

## 来歴・人物
高校生時代はアイスホッケーと学生運動に明け暮れていたという。
中央大学法学部卒業。大学卒業後、東映の採用試験で不合格となり、ぶらぶらしていた所で「昔ちょっと知り合いだったシナリオライター」だとして父親が橋渡し役となって紹介された脚本家の柴英三郎に師事することになる。そして柴の自宅で初めて脚本というものを見たという。そして本人は元々脚本家になりたかったわけではなかったという。
2〜3本柴と共作した後、今度は一人で書いてみるように言われて1968年、『三匹の侍（第6シリーズ）』で単独脚本デビュー。その後も主にテレビドラマの脚本で活動。
その後、シナリオ学校で講師を務める一方で、柴田恭兵や同じ脚本家の金子成人らと野球チームを組んで活動していたこともあった。

## 担当作品

### テレビドラマ
（）
- 三匹の侍 第4シリーズ～第6シリーズ（1966年～1968年、フジテレビ）
- 銭形平次（フジテレビ、1969年から参加）
- おらんだ左近事件帖（1971年～1972年、フジテレビ）
- キイハンター（TBS、1971年中に参加）
- 飛び出せ!青春（1972年、日本テレビ）
- 二人の素浪人（1972年、フジテレビ）
- 地獄の辰捕物控（1972年、NET）
- 風の中のあいつ（1973年、TBS）
- 剣客商売（1973年、フジテレビ）
- ぶらり信兵衛 道場破り（1974年、フジテレビ）
- 大盗賊（1974年、フジテレビ）
- お嫁さん（1974年、フジテレビ）
- 傷だらけの天使（1975年、日本テレビ）
- 必殺必中仕事屋稼業（1975年、朝日放送）
- 水戸黄門（TBS、1975年第6部から参加）
- 江戸の旋風（1975年、フジテレビ）
- 必殺仕置屋稼業（1975年～1976年、朝日放送）
- 山盛り食堂（1975年～1976年、日本テレビ）
- どてかぼちゃ（1976年、NET）
- 江戸を斬るII・IV（1976年・1979年、TBS）
- 新宿警察（1976年、フジテレビ）
- あがり一丁!（1976年、日本テレビ）
- 新・二人の事件簿 暁に駆ける（1976年、朝日放送）
- 破れ奉行（1977年、テレビ朝日）
- 近眼ママ恋のかけひき（1977年、日本テレビ）
- 事件(秘)お料理法（1977年、関西テレビ）
- 気まぐれ本格派（1978年、日本テレビ）
- 竹の子すくすく（1977年～1978年、日本テレビ）
- 柳生十兵衛（1978年、東京12チャンネル）
- 桃太郎侍（日本テレビ、1978年参加）
- 吉宗評判記 暴れん坊将軍（1978年～1982年、テレビ朝日）
- 火炎樹（1978年、フジテレビ）
- 西遊記（1978年～1980年、日本テレビ）
- 黄土の嵐（1980年、日本テレビ）
- 騎馬奉行（1979年～1980年、関西テレビ）
- 駆け込みビル7号室（1979年、フジテレビ）
- 服部半蔵 影の軍団（1980年、関西テレビ）
- 若き日の北條早雲（1980年、テレビ朝日）
- ザ・ハングマン（1980年～1981年、朝日放送）
  - ザ・ハングマンII（1982年、朝日放送）
  - 新ハングマン（1983年～1984年、朝日放送）
  - ハングマン4（1984年～1985年、朝日放送）
  - ザ・ハングマンV（1986年、朝日放送）
  - ザ・ハングマン6（1987年、朝日放送）
  - ハングマンGOGO（1987年、朝日放送）
- 熱中時代（第2シリーズ）（1981年、日本テレビ）
- 新・必殺仕事人（1982年、朝日放送）
- 幻之介世直し帖（1981年～1982年、日本テレビ）
- 同心暁蘭之介（1981年～1982年、フジテレビ）
- 女捜査官（1982年、朝日放送）
- 火曜サスペンス劇場 / 名無しの探偵（1982年・1983年、日本テレビ）
- 暁に斬る!（1982年～1983年、関西テレビ）
- 新・松平右近（1983年、日本テレビ）
- 草壁署迷宮課おみやさん（1985年、朝日放送）
- 誇りの報酬（1985年～1986年、日本テレビ）
- 必殺仕事人V・激闘編（1985年～1986年、朝日放送）
- 必殺仕事人V・旋風編（1986年～1987年、朝日放送）
- 必殺まっしぐら!（1986年、朝日放送）
- 必殺剣劇人（1987年、朝日放送）
- 六本木ダンディーおみやさん（1987年、朝日放送）
- 大岡越前 (第10部)（1988年、TBS）
- 大忠臣蔵（1989年、テレビ東京）
- お江戸捕物日記 照姫七変化（1990年、フジテレビ）
- 必殺仕事人・激突!（1991年 - 1992年、テレビ朝日）
- 裏刑事-URADEKA-（1992年、朝日放送）
- 父子鷹（1994年、日本テレビ）
- 江戸の用心棒（1994年・1996年、日本テレビ）
- あばれ医者嵐山（1995年、テレビ東京）
- 土曜ワイド劇場 / はみだし弁護士・巽志郎（1996年 - 、テレビ朝日）
- 金曜時代劇 / 逃亡（2002年、NHK）
- 子連れ狼（2002年、テレビ朝日）
- 名奉行! 大岡越前（2005年 - 2006年、テレビ朝日）
- 八州廻り桑山十兵衛〜捕物控ぶらり旅（2007年、テレビ朝日）

### テレビアニメ
- ルパン三世（1977年～1980年、日本テレビ）